# Erich Hasenclever
Erich Wilhelm Hasenclever (* 26. Juni 1886 in Ehringhausen bei Remscheid, Rheinprovinz; † 16. Mai 1967 in Burg an der Wupper bei Solingen) war ein deutscher Genre- und Landschaftsmaler sowie Radierer der Düsseldorfer Schule. Von 1921 bis 1933 amtierte er als Museumsleiter von Schloss Burg.

## Leben
Erich Hasenclever, Sohn des Unternehmers und Burger Ehrenbürgers Moritz Hasenclever (1848–1907), studierte von 1908 bis 1910 an der Kunstakademie Düsseldorf Malerei. Dort waren Claus Meyer, Peter Janssen der Ältere und Willy Spatz seine Lehrer. Später studierte er in München unter Carl Seiler und Hans von Bartels. Er stellte Menschen und Landschaften des Bergischen Landes in den Mittelpunkt seiner Kunst, deren Schwerpunkt sich von der figürlichen Genremalerei mehr und mehr zur Landschaftsmalerei verschob.
Nach dem Ersten Weltkrieg, an dem er als Soldat (Oberleutnant) teilgenommen hatte, wohnte er in Burg-Unterburg in einem alten bergischen Fachwerkhaus an der Solinger Straße (Ecke Eschbachstraße) und arbeitete als Kunstmaler. Er kümmerte sich außerdem um das Museum auf Schloss Burg, zu dessen Wiederaufbau sein Vater Moritz ab den 1880er Jahren Vorsitzarbeit in dem von ihm mitgegründeten Schlossbauverein sowie großzügige finanzielle Unterstützung geleistet hatte. 1921 übernahm Erich Hasenclever die Museumsleitung nebenamtlich. Über dem Rittersaal und der Kemenate gestaltete er eine stimmungsvolle Folge altbergischer Wohnräume, zu deren Ausstattung er bäuerliche und bürgerliche Möbel und weitere Gegenstände des Bergischen Landes zusammentrug.
In den Jahren 1935 bis 1940 unternahm Hasenclever Studienreisen nach Mecklenburg-Vorpommern und in die Uckermark. Als Hauptmann bei einer Versorgungseinheit nahm er von 1940 bis 1944 am Zweiten Weltkrieg in verschiedenen Baltischen Staaten teil. 1949 war er auf Gemeinschaftsausstellungen in Remscheid, Düsseldorf und auf Schloss Burg vertreten. 1957 erhielt er als erster bergischer Künstler den Bergischen Kunst- und Kulturpreis des Schlossbauvereins.
Am 16. Mai 1967 starb Erich Hasenclever an den Folgen eines Schlaganfalles in seinem Haus in Unterburg.